# CBSニュース・アンド・ステーションズ
CBSニュース・アンド・ステーションズ（CBS News and Stations）は、アメリカのパラマウント・グローバルのCBSエンターテインメント・グループユニットの一部門であり、CBSニュースと共に国内のテレビ局のグループを所有・運営している。2021年1月現在で、この部門は、14のCBSテレビネットワークの中核局、13の独立局、1つのデジタルサブチャンネルネットワークスタートTVのプライマリチャンネル提携局の、合計28局を所有している。また、ワイゲル・ブロードキャスティングと共同所有するスタートTVの半分の権益を維持している。
CBSテレビジョン・ネットワークは1941年7月1日に初放送され、ニューヨーク市に最初の直営局であるWCBS-TV（当時はWCBW）があった。その他の直営局は、同ネットワークによって構築されるのではなく、所有権または完全買収を通じて取得された。その後、1995年にウェスティングハウス・エレクトリック・コーポレーションがCBSを買収したことにより、同ネットワーク直営局がウェスティングハウス・ブロードキャスティング（グループW）の放送局と統合された。その後、2000年のバイアコムとの合併により、CBSが所有する放送局はバイアコムのパラマウント・ステーションズ・グループと統合され、バイアコム・テレビジョン・ステーションズ・グループ（Viacom Television Stations Group）が形成された。同グループは、2006年にCBSテレビジョン・ステーションズ（CBS Television Stations）に改称され、2021年には現行のCBSニュース・アンド・ステーションズ（CBS News and Stations）に改称された。

## 歴史

### CBSネットワーク（1941年〜1990年代）
CBSのテレビへの関与は、1931年7月21日にニューヨーク市に実験放送局W2XABが開設されたことにまで遡る。1941年6月24日、W2XABはWCBWとして商業放送設備設置許可と番組認可を受けた。後にWCBS-TVと改称され、最終的にはCBSによって最初に構築され、開局した唯一の放送局（2020年現在）となった。残りの放送局は、所有権または完全買収のいずれかでCBSによって取得された。
1950年、ライバルのNBCがテレビで支配的であり、白黒放送が普及した時、CBSはロサンゼルス、シカゴ、その他の主要都市で独自の放送局（ニューヨーク市外）を買収または建設し始めた。その時点まで、CBSの番組はロサンゼルスのKTTVなどの放送局で見られ、CBSは少しの保険として、またその市場での番組のクリアランスを保証するために、ロサンゼルス・タイムズと提携してすぐに50％の権益を購入した。その後、CBSはKTTV（現:FOXネットワークの西海岸の旗艦局）への関心を売り、1950年にロサンゼルスの技術放送局KTSLを買収し、KNXT（CBSの既存のロサンゼルスのラジオ資産であるKNXに因んで）に改名し、後にKCBS-TVとなった。1953年、CBSは、1946年に元投資家のパラマウント・ピクチャーズ（数十年後に再びCBSの姉妹会社となる）が民間放送局として開局していたシカゴの技術テレビ局WBKBを買収し、同局のコールサインをWBBM-TVに変更して、CBS系列をWGN-TVから遠ざけた。
1950年にワシントン・ポストとの合弁事業で、ワシントンD.C.の系列局WOIC（現:WUSA）を買収したが、FCCの所有権規制が厳しくなったため、1954年に株式を同紙に売却した。CBSはまた、ミルウォーキーのWXIX（現:The CW系列のWVTV）とハートフォードのWHCT（現:ユニビジョン系列のWUVN）を所有することにより、一時的にUHF技術に依存していたが、当時UHFは放送に適していなかったため（当時の殆どのテレビセットにはUHFチューナーが装備されていなかったため）、CBSはこれらの放送局を売却し、VHF局のWITI (TV)及びWTIC-TV（現:WFSB）と提携することを決定した。より長期的には、CBSはフィラデルフィア（WCAU、現:NBC所有）とセントルイス（KMOX-TV、現:KMOV）の放送局を買収したが、最終的にはこれらの放送局も売却することになった。KMOX-TVを買収する前に、CBSはセントルイスで、現在はKPLR-TVであるチャンネル11ライセンスを買収して開局しようとしていた。
CBSは、当時6番目に大きな市場であったが、デュモンが所有するWDTVに商用VHF局が1つしかなく、残りはUHF（WPGH-TVとWINP-TV）または公共テレビ（WQED）であったため、ピッツバーグの放送局に開局しようとした。FCCは、オハイオ州スチューベンビルの近くでチャンネル9ライセンスを買収し、それをピッツバーグに移動するというCBSの要求を拒否したが、RCAとNBCの共同創設者であるピッツバーグに本拠を置くウェスティングハウス・エレクトリックが苦戦しているデュモンからWDTVを買収し、NBCがウェスティングハウスにKYW (ラジオ局)とWPTZ（現:KYW-TV）をクリーブランドのWTAM、WTAM-FM（現:WMJI）、WNBKと交換するよう強要し、強制したため、現在リコールされているKDKA-TVをNBCではなくCBSと提携することを選択した際、CBSは大きなクーデターを記録した。交換は、8年間の調査の後、FCCと司法省の命令により1965年に取り消された。CBSがKDKA-TVと提携できなかったとした場合、1957年に開局すると、最終的にはNBC系列のWIIC-TV（現:WPXI）と提携していたと思われる。このクーデターは、最終的にウェスティングハウスとCBSの間のはるかに強力な関係につながった。
1987年にマイアミで当時のCBS系列のWTVJ（代わりにNBCに行った）を買収するための入札を失った後、CBSは代わりにWCIX（現:WFOR-TV）を買収した。
その後、CBSは1992年にミネアポリスのWCCO-TVを、グリーンベイのWFRV-TVをそれぞれ所有するミッドウェスト・コミュニケーションズ（Midwest Communications）を買収した。

### ウェスティングハウスとの合併（1990年代）
1994年、フォックス放送（FOX）はニューワールド・コミュニケーションズとの提携契約に合意し、その結果、ニュー・ワールドの殆どの放送局がFOXの加盟局に切り替わった。この結果、CBSはダラス・フォートワースやクリーブランドなど10都市・地域で加盟局を失うこととなった。このうち、デトロイトではWJBK-TVに代わるテレビ局を見つけることができなかったため、CBSはUHF局のWGPR（現:WWJ-TV）を完全買収することを前提に、11時間の放送枠を確保する契約を結んだ。また、アトランタでもWAGA-TVに代わるテレビ局を見つけるのに苦労したため、現地のフルパワー局の中で信号が最も弱いにもかかわらず、UHF局のWVEU（現:WUPA）を買収した。しかし、1994年11月下旬、WGNX（現:WANF-TV）は考えを変え、CBSの加盟局になることに合意したため、1995年5月にWVEUをバイアコムに売却することになった。
当時の大手電機メーカー、ウェスティングハウス・エレクトリックはテレビ・ラジオ局を運営するウェスティングハウス・ブロードキャスティング（グループW）部門を通じて独自の提携契約を結び、他のネットワークとの数ヶ月の交渉の後、地方テレビ局部門全体でCBSと提携することに合意した。グループWの放送局の中でサンフランシスコのKPIXとピッツバーグのKDKA-TVはすでにCBS系列だった一方、ボルチモアのWJZ-TVはABCの加盟局、ボストンのWBZ-TVとフィラデルフィアのKYW-TVはNBCの加盟局だった。CBSの加盟局が代わるっこととなった3都市のうちフィラデルフィアではグループW、CBS、NBCの間で3者間取引が行われ、CBSはかつてのフィラデルフィアのWCAU-TVをNBCに譲渡。NBCはデンバーのKCNC-TV、ソルトレイクシティのKUTVの2つの直営局をCBSに譲渡することとなった。フィラデルフィアでの交換は、CBSがWCAU-TVをNBCに完全に売却した場合、巨額のキャピタル・ゲイン税法案に直面することが明らかになった際に延期された。
その後、ウェスティングハウスはCBSを完全買収し、1995年後半に取引が終了した。CBSはまた、取引が成立する前の1995年初頭にロードアイランド州プロビデンスのWPRI-TVを買収していた。当時、FCCは放送対象エリアが重複する複数の放送局の共有を許可していなかったため、WPRI-TVは売却され、ボストンにあるウェスティングハウスの近くのWBZ-TVに有利になった。CBSの買収が完了した後、かつてのウェスティングハウス放送事業はCBSの名前とアイデンティティを引き継いだが、グループWの名前は、合併後の事業体の構造内の持株会社として1990年代の終わりまで存続した。1997年、ウェスティングハウスは社名をCBSコーポレーション（CBS Corporation）に変更した。
1990年代後半にCBS/ウェスティングハウスがゲイロード・エンターテインメントからいくつかの放送資産を買収し始めた際、これらの取引にはダラスの独立局KTVTの買収が含まれており、KDFW-TVに代わる直営局となった。

### バイアコムとの合併、合併解除、再合併（2000年〜現在）
2000年5月24日、バイアコムとCBSコーポレーションが合併し、バイアコムのパラマウント・ステーションズ・グループがCBS直営局部門と統合されてバイアコム・テレビジョン・ステーションズ・グループ（Viacom Television Stations Group）が形成された。当時、バイアコムはUPNネットワークを所有し、パラマウント・ステーションズ・グループはUPN直営局を管理していた。この合併により、フィラデルフィア（KYW-TVとWPSG）、ボストン（WBZ-TVとWSBK-TV）、マイアミ（WFOR-TVとWBFS-TV）、ダラス・フォートワース（KTVTとKTXA）、デトロイト（WWJ-TVとWKBD-TV）、ピッツバーグ（KDKA-TVとWNPA-TV）のCBS加盟局とUPN加盟局の間に複占が生まれた。
バイアコムはまた、クリス＝クラフト・インダストリーズにUPNからバイアコムを買収するか、前者にネットワークの所有権をバイアコムに売却させるという契約条項を行使していた。2000年3月20日、クリス＝クラフトは、バイアコムがその50％の株式を買い取るのを許可し、バイアコムにネットワークの完全な制御を与えた。しかし、同年8月12日、FOXテレビジョン・ステーションズはクリス＝クラフトのUPN加盟局に対してバイアコムを上回った。
その後、バイアコムは、フロリダ州フォートピアスのUPN系列局のWTVXとマサチューセッツ州ニューベッドフォードのWLWCを、1997年からパラマウント・ステーションズ・グループがローカルマーケティング契約を通じて2つの放送局を運営した後、ストレートライン・コミュニケーションズ（Straightline Communications）から完全に運営した。
2002年、バイアコムはヒューストンのUPN加盟局のKTXHとワシントンD.C.のWDCAを、かつてのクリス＝クラフト所有局の1つであるサンフランシスコのKBHK-TV（現:KBCW）と引き換えにFOXに交換し、CBSが所有するKPIXとの複占を生み出した。同年、バイアコムはロサンゼルスの独立局のKCAL-TVを買収し、複占を作成し放送業界のオブザーバーも推測しているCBSが所有するKCBS-TVは、FOXが所有する別の元クリス＝クラフト所有局であるUPN系列のKCOP-TVに対して可能な限り将来のレバレッジを使用するために行われた。
2005年、バイアコムはサクラメントのCBS系列のKOVRを買収し、UPNが直営するKMAX-TVとの別の複占をもたらした。また、低電力局のWTCN-CAとWWHB-CAを買収し、ローカル事業をWTVXと統合した。
バイアコムはまた、いくつかの放送局を売却し、代わりに新しい所有者のために複占を作成した。UPNが直営するWUPLは、ベロ・コーポレーションがバイアコムのWWL買収の申し出を断った後、ニューオーリンズのCBS系列のWWL-TVの所有者であるベロに売却された。2005年2月10日、UPNが所有するインディアナポリスのWNDY-TVとオハイオ州コロンバスのWWHOが、当時CBSのインディアナポリス系列のWISH-TVの所有者であるLIN TVコーポレーションに売却された。同年11月4日後半、ニューヨーク・タイムズ・カンパニーはUPN直営局のKAUT-TVを買収し、オクラホマシティにNBC系列のKFOR-TVとの複占を作成した。
その後、バイアコム・テレビジョン・ステーションズ・グループは、バイアコムが2つの上場企業、CBSコーポレーションとバイアコムの2代目の形態であり、どちらもナショナル・アミューズメンツによって運営されていた後、2006年1月3日に現在の名称「CBSテレビジョン・ステーションズ（CBS Television Stations）」に変更された。
2006年1月24日、CBSコーポレーションとタイム・ワーナーは、UPNと競合他社のThe WBを閉局し、9月下旬にCWテレビジョンネットワーク（The CW）を立ち上げると発表した。UPNとThe WBの両方に代わるThe CWの結成は、2006年のアメリカ合衆国のテレビ放送再編、全国的な提携変更の連鎖、競合他社のマイネットワークTVの設立を引き起こした。同ネットワークの立ち上げの発表日に、The CWはすぐに、トリビューン・ブロードキャスティング（The WBの株式を所有していた）とCBSテレビジョン・ステーションズとの提携協定に達したことを発表した。トリビューンは当初、かつてはThe WBと提携していた16の放送局をコミットしたが、CBSは11のUPN加盟局をコミットした。両社はまた、重複する市場でThe CWに参加しなかったいくつかのUPN及びThe WB系列局を所有していた。これらの放送局は、後でマイネットワークTVまたは別のネットワークと提携するか、完全独立した。同ネットワークとの提携契約の一環として、トリビューン・カンパニーはThe WBの所有権を売却することに同意し（The WBの閉局費用を負担しないようにするために部分的に行った動き）、The CWの株式を取得しなかった。
2007年、グリーンベイにあるCBSが直営するWFRV-TVと、ミシガン州エスカナーバにあるサテライト局のWJMN-TVは、リバティ・メディアに売却された。同年、サーベラス・キャピタル・マネジメントは持株会社のフォー・ポインツ・メディア・グループを設立し、ソルトレイクシティのCBS直営局のKUTVとテキサス州オースティンのKEYE-TV、フロリダ州フォートピアスのThe CWが直営するWTVXと、マサチューセッツ州ニューベッドフォードにあるWLWCを含む7つの放送局のバイヤーとして機能した。また、ユタ州セントジョージにあるKUTVのサテライト局として機能したKUSG（現:KMYU）、WTVXの姉妹局であるWTCN-CAとWWHB-CAも含まれていた。フォー・ポインツでの売却は2008年1月10日に終了した。
2009年と2010年には、ニューヨーク市のWCBS-TVの3人のマネージャーが、同局での運営を続けながら、CBSテレビジョン・ステーションズの幹部に任命された。同局マネージャーのピーター・ダン（Peter Dunn）は、2009年11月にCBSテレビジョン・ステーションズの社長に任命された。クリエイティブサービスディレクターのブルース・エリック・ブラウアー（Bruce Erik Brauer）は、2010年6月に同グループのクリエイティブサービスのシニア・バイス・プレジデントに任命された。WCBS-TVニュースディレクターのデイビッド・フレンド（David Friend）は、同年8月にニュース担当シニア・バイス・プレジデントに就任した。
2010年6月14日、CBS系列のWTKRの所有者であるローカルTV LLCは、ハンプトン・ローズ地域に独自の複占を作成するためにThe CWが直営するWGNTを買収した。
2011年12月12日、CBSテレビジョン・ステーションズは、ニューヨーク州リバーヘッドのWLNY-TV（チャンネル55）を買収する意向を発表し、後に5,500万ドルの買収価格で発表され、WCBS-TVとの複占を生み出した。同社は、追加の放送スタッフを追加し、WLNYのローカルニュース番組を拡張すると発表した（当時、同局には23:00のニュースしかなかった）。FCCは2012年1月31日に売却を承認し、CBSは同年3月30日に同局を管理した。WLNYは前日から独自のニュース業務を終了し、2012年7月2日にWCBS-TVが制作したニュース番組の放送を開始した。
2014年10月21日、CBSとワイゲル・ブロードキャスティングは、2015年5月にCBSが直営する全ての放送局で開始される予定のディケイズと呼ばれる新しいデジタルサブチャンネルサービスの開始を発表した。このチャンネルはCBSとワイゲルが共同所有しており、ワイゲルはCBSテレビジョン・ステーションズ外の放送局への配信を担当している。これは、CBSニュースのアーカイブ映像を含む、CBSテレビジョン・ディストリビューションの広範なライブラリからの番組を放送する。2018年7月18日、CBSとワイゲルは、別の新しいサブチャンネルサービスであるスタートTVが9月4日に開始されることを発表した。新しいサービスは、CBSが所有する放送局のディケイズに取って代わった。CBSが所有する追加のサブチャンネルサービスであるDablは、2019年9月9日に開始された。このサービスは、CBSテレビジョン・ステーションズで放送されているが、CBSテレビジョン・ディストリビューションによって運営されている。
2014年と2015年にいくつかのコンテンツ契約を締結した。放送局群は、2014年12月に、そのコンテンツをCurbのTaxi TVに表示することで合意した。2015年11月、ヘルス・メディア・ネットワーク（Health Media Network）が医師の待合室でネットワーク上のローカルニュースリポートを放送することを許可することに同意した。
2016年5月、アダム・ウィーナー（Adam Wiener）は、CBSローカル・デジタル・メディア（CBS Local Digital Media）のエグゼクティブ・バイス・プレジデント兼ゼネラルマネージャーに任命され、CBSテレビジョン・ステーションズの全てのデジタル及びストリーミングイニシアチブを担当した。
2018年8月1日、CBSテレビジョン・ステーションズとCBSインタラクティブは、ウィーナーが主導するストリーミングローカルニュースチャンネルのグループであるCBSニュースストリーミングネットワークを立ち上げ、既存のCBSN全国サービスを通じて配信する計画を発表した。これらのサービスの最初のサービスであるCBSN New York（CBSNニューヨーク）は同年12月13日に開始され、ロサンゼルスは2019年6月に続く。他の11の市場が立ち上げられ、最近では2022年1月にCBS News Miami（CBSニュース マイアミ）が開始された。
その後、CBSとバイアコムは2度目の合併となり、2019年12月4日にバイアコムCBS（ViacomCBS）を形成した。
2021年1月、人種差別主義者及び性差別主義者の行為の申し立てを受けて、ダンとフレンドが休職に置かれたことが報じられた。
2021年4月15日、CBSテレビジョン・ステーションズとCBSニュースは、それぞれの部門が1つの統一体に統合されることを発表した。また、ニーラジ・ケムラニ（Neeraj Khemlani、ハースト・ニュースペーパーズ元副社長）とウェンディ・マクマホン（Wendy McMahon、ABCオウンド・テレビジョン・ステーションズ・グループ元社長）が社長兼共同責任者に任命されたことが発表された。この移行は同年5月3日に完了した。
2021年7月16日、CBSはエイドリアン・ロークをCBSステーションズの社長に任命し、8月2日付で就任した。主にアメリカ東部にあるグループの放送局を監督している。同年8月13日、2人の追加社長が発表された。ジェニファー・ミッチェル（Jennifer Mitchell）は9月7日から国内の西半分のCBSの放送局を監督することになり、トム・カネド（Tom Canedo）はすぐにCBS所有のCW提携局8局の監督を開始した。
2022年秋、WSBK-TVとWBFS-TVは独立局に戻り、パラマウント放送局によるマイネットワークTVの唯一の提携関係が終了した。
2023年5月5日、CBSは、8つのCW提携局がネットワークを廃止し、同年9月に独立することを発表し、スポーツ中継を含むローカル番組や他のパラマウントプロパティの番組を追加する意向を示した。パラマウントとワーナー・ブラザース・ディスカバリー（後者はタイム・ワーナーの後継者）は、2022年10月3日にCWの過半数株式をネクスター・メディア・グループに売却した。契約の一環として、CBSにはCWとの提携を終了する権利が与えられた。

## 放送局

### 現在
放送局は、州及び都市のライセンスによってアルファベット順に並べられている。
| 放送地域免許/メディア市場                                  | 放送局  | チャンネル TV（RF） | 所有開始年 | 所属       |
| ---------------------------------------------------------- | ------- | ------------------- | ---------- | ---------- |
| カリフォルニア州ロサンゼルス                               | KCBS-TV | 2（31）             | 1951年     | CBS        |
| カリフォルニア州ロサンゼルス                               | KCAL-TV | 9（9）              | 2002年     | 独立局     |
| カリフォルニア州サクラメント - ストックトン - モデスト     | KOVR    | 13（25）            | 2005年     | CBS        |
| カリフォルニア州サクラメント - ストックトン - モデスト     | KMAX-TV | 31（24）            | 2000年     | 独立局     |
| カリフォルニア州サンフランシスコ - オークランド - サンノゼ | KPIX-TV | 5（29)              | 1995年     | CBS        |
| カリフォルニア州サンフランシスコ - オークランド - サンノゼ | KPYX    | 44（28）            | 2002年     | 独立局     |
| コロラド州デンバー                                         | KCNC-TV | 4（35）             | 1995年     | CBS        |
| フロリダ州マイアミ - フォートローダーデール                | WFOR-TV | 4（22）             | 1989年     | CBS        |
| フロリダ州マイアミ - フォートローダーデール                | WBFS-TV | 33（32）            | 2000年     | 独立局     |
| フロリダ州セントピーターズバーグ - タンパ                  | WTOG    | 44（19）            | 2000年     | 独立局     |
| ジョージア州アトランタ                                     | WUPA    | 69（36）            | 2000年     | 独立局     |
| イリノイ州シカゴ                                           | WBBM-TV | 2（12）             | 1953年     | CBS        |
| インディアナ州インディアナポリス                           | WBXI-CD | 47（36）            | 2001年     | スタートTV |
| メリーランド州ボルチモア                                   | WJZ-TV  | 13（11）            | 1995年     | CBS        |
| マサチューセッツ州ボストン                                 | WBZ-TV  | 4（20）             | 1995年     | CBS        |
| マサチューセッツ州ボストン                                 | WSBK-TV | 38（21）            | 2000年     | 独立局     |
| ミシガン州デトロイト                                       | WWJ-TV  | 62（21）            | 1995年     | CBS        |
| ミシガン州デトロイト                                       | WKBD-TV | 50（34）            | 2000年     | 独立局     |
| ミネソタ州ミネアポリス - セントポール                      | WCCO-TV | 4（32）             | 1992年     | CBS        |
| ミネソタ州ミネアポリス - セントポール                      | KCCW-TV | 12（12）            | 1992年     | CBS        |
| ニューヨーク州ニューヨーク市                               | WCBS-TV | 2（36）             | 1941年     | CBS        |
| ニューヨーク州ニューヨーク市                               | WLNY-TV | 55（29）            | 2012年     | 独立局     |
| ペンシルベニア州フィラデルフィア                           | KYW-TV  | 3（30）             | 1995年     | CBS        |
| ペンシルベニア州フィラデルフィア                           | WPSG    | 57（33）            | 2000年     | 独立局     |
| ペンシルベニア州ピッツバーグ                               | KDKA-TV | 2（25）             | 1995年     | CBS        |
| ペンシルベニア州ピッツバーグ                               | WPKD-TV | 19（11）            | 2000年     | 独立局     |
| テキサス州ダラス - フォートワース                          | KTVT    | 11（19）            | 1999年     | CBS        |
| テキサス州ダラス - フォートワース                          | KTXA    | 21（18）            | 2000年     | 独立局     |
| ワシントン州タコマ - シアトル                              | KSTW    | 11（11）            | 2000年     | 独立局     |

### 過去
この一覧には、2000年にバイアコムと合併し、その後CBSテレビジョン・ステーションズ部門が設立される前に、CBSが所有・運営していた放送局も含まれている。
| 放送地域免許/メディア市場                                               | 放送局          | チャンネル TV（RF） | 所有期間        | 現在の所有状況                                                                                  |
| ----------------------------------------------------------------------- | --------------- | ------------------- | --------------- | ----------------------------------------------------------------------------------------------- |
| カリフォルニア州ロサンゼルス                                            | KTTV            | 11（11）            | 1949年 - 1951年 | FOX直営局（O&O）                                                                                |
| コネチカット州ハートフォード - ニューヘイブン                           | WGTH-TV/WHCT-TV | 18（22）            | 1955年 - 1958年 | エントラビジョン・コミュニケーションズが所有するユニビジョン提携局WUVN                          |
| ワシントンD.C.                                                          | WTOP-TV         | 9（9）              | 1950年 - 1954年 | テグナが所有するCBS提携局WUSA                                                                   |
| ワシントンD.C.                                                          | WDCA            | 20（35）            | 2000年 - 2001年 | マイネットワークTV直営局（O&O）                                                                 |
| フロリダ州ウェストパームビーチ                                          | WTVX            | 34（34）            | 2001年 - 2008年 | シンクレア・ブロードキャスト・グループが所有するThe CW提携局                                    |
| フロリダ州ウェストパームビーチ                                          | WTCN-CD         | 34.3                | 2005年 - 2008年 | シンクレア・ブロードキャスト・グループが所有するマイネットワークTV提携局                        |
| フロリダ州ウェストパームビーチ                                          | WWHB-CD         | 34.2                | 2005年 - 2008年 | シンクレア・ブロードキャスト・グループが所有するTBD TV直営局（O&O）                             |
| インディアナ州インディアナポリス                                        | WNDY-TV         | 23（32）            | 2000年 - 2005年 | サークル・シティ・ブロードキャスティングが所有するマイネットワークTV提携局                      |
| ルイジアナ州スライデル - ニューオーリンズ                               | WUPL            | 54（24）            | 2000年 - 2007年 | テグナが所有するマイネットワークTV提携局                                                        |
| ミネソタ州アレクサンドリア                                              | KCCO-TV         | 7（7）              | 1992年 - 2017年 | 閉局、2017年に停波                                                                              |
| ミズーリ州セントルイス                                                  | KMOX-TV         | 4（24）             | 1958年 - 1986年 | グレイ・テレビジョンが所有するCBS提携局KMOV                                                     |
| オハイオ州チリコシー - コロンバス                                       | WWHO            | 53（23）            | 2000年 - 2005年 | マンハン・メディア（Manhan Media）が所有するThe CW提携局                                        |
| ミシガン州デトロイト - カナダ・オンタリオ州ウィンザー                   | WBXD-LP/CA      | 5                   | 2001年 - 2004年 | デイスター直営局（O&O）WUDT-LD                                                                  |
| オクラホマ州オクラホマシティ                                            | KAUT-TV         | 43（19）            | 2000年 - 2005年 | ネクスター・メディア・グループが所有する独立局                                                  |
| ペンシルベニア州フィラデルフィア                                        | WCAU-TV         | 10（28）            | 1958年 - 1995年 | NBC直営局（O&O）                                                                                |
| ロードアイランド州プロビデンス - マサチューセッツ州ニューベッドフォード | WPRI-TV         | 12（13）            | 1995年 - 1996年 | ネクスター・メディア・グループが所有するCBS提携局                                               |
| ロードアイランド州プロビデンス - マサチューセッツ州ニューベッドフォード | WLWC            | 28（22）            | 2001年 - 2008年 | インヨー・ブロードキャスト・ホールディングス（Inyo Broadcast Holdings）が所有するコートTV提携局 |
| テキサス州オースティン                                                  | KEYE-TV         | 42（34）            | 2000年 - 2008年 | シンクレア・ブロードキャスト・グループが所有するCBS提携局                                       |
| テキサス州ヒューストン                                                  | KTXH            | 20（19）            | 2000年 - 2001年 | マイネットワークTV直営局（O&O）                                                                 |
| ユタ州ソルトレイクシティ                                                | KUTV            | 2（34）             | 1995年 - 2008年 | シンクレア・ブロードキャスト・グループが所有するCBS提携局                                       |
| ユタ州ソルトレイクシティ                                                | KUSG            | 12（9）             | 1999年 - 2008年 | シンクレア・ブロードキャスト・グループが所有するマイネットワークTV提携局KMYU                    |
| バージニア州ポーツマス - ノーフォーク - ニューポートニューズ            | WGNT            | 27（50）            | 2000年 - 2010年 | E・W・スクリップス・カンパニーが所有するThe CW提携局                                            |
| ウィスコンシン州グリーンベイ                                            | WFRV-TV         | 5（22）             | 1992年 - 2007年 | ネクスター・メディア・グループが所有するCBS提携局                                               |
| ミシガン州エスカナバ - マーケット                                       | WJMN-TV         | 3（32）             | 1992年 - 2007年 | ネクスター・メディア・グループが所有するマイネットワークTV提携局                                |
| ウィスコンシン州ミルウォーキー                                          | WXIX-TV         | 18（27）            | 1955年 - 1959年 | シンクレア・ブロードキャスト・グループが所有するThe CW提携局WVTV                                |